# Нова Жизнь (Кадошкінський район)
Нова Жизнь (рос. Новая Жизнь) — селище у складі Кадошкінського району Мордовії, Росія. Входить до складу Пушкінського сільського поселення.
Населення — 1 особа (2010; 19 у 2002).
Національний склад станом на 2002 рік:
- мордва — 53 %
- росіяни — 47 %